# Высота (Marvel Comics)
Высота (англ. Stature), также известна, как Девушка-муравей (англ. Ant-Girl), Гигантская девочка (англ. Giant Girl) и Жало (англ. Stinger), настоящее имя Кассандра «Кэсси» Лэнг (англ. Cassandra "Cassie" Lang) — персонаж, появившийся в комиксах издательства Marvel Comics. Дочь Скотта Лэнга, персонаж впервые появился в Marvel Premiere #47 (апрель 1979) в роли Кэсси Лэнг, в Young Avengers #6 (май 2006), как Высота, и Astonishing Ant-Man #6 (май 2016), как Жало. Являясь членом «Молодых мстителей» и «Инициативы», она обладает такими же способностями, как и её отец, способностью уменьшаться и расти в размерах, однако она проявила свои силы намного позже, чем произошло её знакомство с частицами Пима. Кэсси Лэнг сделала свой кинематографический дебют в фильме «Человек-муравей» в 2015 году, изображённая актрисой Эбби Райдер Фортсон.

## История публикации
Созданная Дэвидом Мишелини и Джоном Бирном, Кэсси Лэнг впервые появилась в Marvel Premiere #47 (апрель 1979), впервые появилась как Высота в Young Avengers #6 (май 2006) и приняла личность Жала в Astonishing Ant-Man #6 (Май 2016).

## Биография

### Дочь Человека-муравья
Кэсси Лэнг появилась во Вселенной Marvel как дочь Скотта Лэнга. Её врождённое сердечное заболевание заставляет её отца украсть оборудование Человека-муравья Хэнка Пима и Частицы Пима, которые он использует для спасения доктора Сондхайма, единственного врача, способного вылечить Кэсси от «Cross Technological Enterprises».
После развода её родителей Кэсси живёт в течение большей части своего детства вместе со своим отцом, которого она очень любит и восхищается им. Хотя Скотт делает всё возможное, чтобы сохранить секрет своего супергероя, Кэсси постепенно узнаёт, что он Человек-муравей и тайно экспериментирует с его поставками Частиц Пима самостоятельно. Она очарована жизнью своего отца как супергероя и как правило, имеет хорошие отношения с коллегами своего отца; когда она была моложе, она даже назвала Тони Старка «Дядя Тони». Однако её мать и отчим опасаются, что его жизнь со Мстителями небезопасна для ребёнка и они требуют опеки над Кэсси.
Когда Скотт работал инженером Фантастической четвёрки Кэсси жила в штаб-квартире команды на Площади Четырёх Свобод. Она поддерживает крепкую дружбу с бывшим подопечным Доктора Дума Кристоффом Вернардом. В то время, когда они живут с Фантастической четвёркой, Кэсси помогает Кристоффу приспособиться к жизни за пределами замка Дума и она влюбляется в него.
После того, как Фантастическая четвёрка пропала без вести, а отец Кэсси оказался без работы, Скотт стал работать в Oracle Inc. с Героями по найму. Во время работы с Героями по найму Кэсси случайно активирует Супер-Адаптоида и получает ужасающие видения будущих событий. Герои по найму легко победили Супер-Адаптоида, а участие Кэсси в этих тёмных событиях помогает её отцу и его союзникам победить Мастера Мира в битва за судьбу Земли. Все эти приключения дают Кэсси вкус к наполненной действиями жизни супергероя, но она заставляет её мать брать под опеку Скотта.
В результате того, что Кэсси держалась подальше от отца Скотта, она становится все более горькой по отношению к своей матери, и тем более к её отчиму Блейку Бердику. Как полицейский он не может выдержать мир супергероев, которых любит девушка, и он безуспешно пытается удержать Кэсси и Скотта. В течение многих лет Кэсси посещает своего отца, когда это возможно, к огорчению её матери и отчима, пока не произошёл Распад Мстителей, когда Скотта убили из-за действий безумной Алой Ведьмы.
Кэсси уходит в себя, обвиняя Блейка в невозможности понять её, как всегда понимал её отец. Блейк безуспешно пытается быть отчимом, несмотря на то, что он иногда далек от неё, видя свою падчерицу как «менее блестящую» девушку. Спустя некоторое время после смерти своего отца и после очередной конфронтации с матерью и отчимом, Кэсси решает убежать в Лос-Анджелес, чтобы присоединиться к Беглецам, но, увидев «Юных Мстителей» на телевидении перед отъездом, она впоследствии меняет свои планы, как она позже рассказывает Джессике Джонс.

### Юные Мстители
Железный Парень, младшая версия классического противника Мстителей Канга Завоевателя, отчаянно нуждающийся в помощи против своего будущего, узнав, кем он станет, использует базу данных Вижна для отслеживания и вербовки молодых сверхлюдей, связанных с историей Мстителей; однако, Кэсси Лэнг не является одним из лиц в списке. Желая присоединиться к Юным Мстителям, она и Кейт Бишоп встречаются с молодыми героями в Особняке Мстителей; когда они отказываются позволить им присоединиться или позволить ей взять снаряжение её отца, она сердито упрекает их, только чтобы обнаружить свой собственный шок, что благодаря этому она увеличила свой размер. Позже она признаётся, что неоднократно похищала частицы Пима от своего отца годами, но до тех пор казалось, что они никогда не оказывали на неё никакого влияния. Кэсси позже демонстрирует способность также сокращаться.
Железный Парень уверяет её, что, если Вижен знает, что она развила силы, она была бы частью своих планов для Юных Мстителей, таким образом принимая её как товарища по команде; она принимает участие в битве против Канга, которая заканчивается поражением злодея. Однако, поскольку изменённая временная шкала приводит к тому, что некоторые из них исчезают, Железный Парень понимает, что он должен вернуться в своё время и принять тот факт, что он станет Кангом, к скорби Кэсси, поскольку она влюбилась в него.
В то время как Капитан Америка и Железный человек приказывают команде распускаться, и Кэсси и Кейт отказываются и убеждают других поддерживать активную команду; после того, как Кэсси первоначально рассматривала Девушку-муравья или Гигантскую девушку, она в конечном счёте приняла кодовое имя Высота, а также новый костюм, основанный на костюме его отца. Несмотря на это, она чувствует себя виноватой, когда подслушивает свою мать и отчима, обсуждая возможность того, что она является членом команды, также демонстрируя, что ярость или чувство вины заставляют её соответственно вырастать или сжиматься, метафорически отражая её сокращение от её семейных проблем. Решив продолжить свою жизнь в качестве супергероя, Кэсси подслушивает своего отчима, разговаривающего с матерью. Они подозревают, что она Высота, но отказываются в это верить. Позже Джессика Джонс беседует с матерью Кэсси и подтверждает двойственную идентичность Кэсси. Мать Кэсси переполнена этой новостью и просит Джессику не рассказывать об этом мужу из-за его ненависти к супергероям; она также опасается, что, хотя Кэсси вылечилась от состояния её сердца, её сердце не сможет справиться с напряжением непрерывного изменения размера.
Когда Джессика Джонс спрашивает Кэсси, нет ли даже маленькой части её желаний для нормальной жизни, Кэсси отвечает: «Миссис Джонс, мой отец был Человеком-муравьём, у меня никогда не было нормальной жизни».
Во время Гражданской войны Кэсси вместе со своими Юными Мстителями присоединяется к сопротивлению Капитана Америки закону о регистрации Супергероев; она и остальная часть её команды остаются в безопасном доме, а Ник Фьюри организует для них новые секретные личности. За это время она участвует в спасательных операциях, которые оказываются ловушкой, заложенной Железным человеком: во время последующей битвы Голиаф убит клоном Тора, а его товарищ по команде Виккан захвачен. Впоследствии Кэсси выбирает покинуть сторону Капитана Америки и зарегистрироваться, сославшись на свои причины, желая сразиться с злодеями, а не с полицейскими и другими героями.

### Инициатива
Кэсси Лэнг присоединяется к Инициативе в качестве стажёра. Наряду с другими членами Инициативы «Сумеркой», «Тигрой», «Серебряным когтем» и «Араной» она попадает в ловушку Кукольника. Хотя она (наряду с другими) психически контролируется в борьбе с Мисс Марвел, она в конечном итоге освобождается от контроля разума.
Её время в Лагере Хэммонде привело её в контакт с преемником её отца как Человеком-муравьём: Эриком О’Греди. О’Греди делает несколько пренебрежительных замечаний о её отце, не понимая, что она находится в пределах слышимости; это приводит к драматической драке гигантского размера между ними, поскольку они растут до гигантских размеров. После того, как О’Грейди берёт автобус и нападает на Лэнг, вмешивается Генри Пим. Таскмастер разрывает битву, атакуя их гигантские ахиллесовские сухожилия, в результате чего все трое падают на землю.
Позже Вижен посещает Кэсси, маскируясь как Тони Старк, чтобы вывести её на свидание. После отбития попытки А.И.М. украсть Вижена, он признаётся, что, поскольку он был запрограммирован на основе ментальных узоров Железного Парня, он разделяет его привлекательность и надеется, что она сможет его любить; Кэсси не уверена, но не отвергает его, говоря ему, чтобы ей дано время, чтобы разобраться.
Кэсси случайно ранит своего отчима Блейка, останавливая Растущего Человека. Её вина заставляет её продолжать сокращаться, а другие Юные Мстители пытаются вырвать её из неё, прежде чем она скроется в небытие. С помощью Патриота она соглашается с обязанностями и рисками своей позиции в рамках «Юных Мстителей» и Инициативы, рассуждая о том, что Блейк также сталкивается с рисками в качестве полицейского.

### Секретное вторжение
Высота борется с вторжением Скруллов на Манхэттен в рамках Инициативы. Она вырастает больше, чем Скрулла Жёлтого жакета и бьёт его.

### Тёмное правление
После вторжения Скруллов Кэсси Лэнг покидает Инициативу в начале Тёмного правления и воссоединяется с Юными Мстителями. Кэсси и Вижен (теперь, похоже, в отношениях) летят к руинам Особняка Мстителей, вызванные Викканом с предупреждениями о великой магической угрозе. Узнав, что их товарищи по команде превратились в камень, они сталкиваются с Алой Ведьмой, переносящей их, чтобы быть частью Могучих Мстителей во главе с Хэнком Пимом. Несмотря на своё явное и вокальное недоверие к Алой Ведьме, которой она несёт ответственность за смерть своего отца, она остаётся в команде. Во время конфронтации с Фантастической четвёркой для устройства покойного Билла Фостера она отказывается участвовать в нападении и вместо этого предупреждает их о том, что происходит на самом деле, ссылаясь на её нежелание бороться с теми, кого она чувствует, подобно семье. В конце концов, недоверие Кэсси к Алой Ведьме приводит её к тому, что разоблачает её как замаскированного Локи. В то время являясь частью команды, Лэнг также сражается с полубогом на горе Вундагор и убийственным древним Нелюдем.
Затем Норман Озборн совершает полномасштабную атаку на Асгард. Объединившись с остальными Могущественными Мстителями в последний раз, Кэсси и Вижен помогают остановить Громовержца от кидания Копья Одина (асгардское оружие практически безграничной силы) в Железного Патриота; в битве, она снова борется с новым Человеком-муравьём.

### Героический Век
В какой-то момент Кэсси подаёт заявку на работу няни с Джессикой Джонс и Люком Кейджем, хотя больше в надежде в конце концов найти свой путь в рядах Новых Мстителей, а не любую преданность няни; она уволена в пользу Девушки-белки.

### Детский крестовый поход и смерть
Когда неконтролируемая магическая энергия Виккана почти убивает нескольких членов Сынов Змеи, Мстители начинают бояться, что он может стать другой Алой Ведьмой; они объясняют Юным Мстителям, как Алая Ведьма сошла с ума после потери своих парней-близнецов, что привело к гибели оригинального Вижена и Скотта Лэнга и истребило почти всех беспомощных мутантов мира. Когда Виккан чувствует себя неуверенным в том, что делает, Кэсси предлагает, чтобы они пытались найти Алую Ведьму, полагая, что, если они смогут показать ей, что её дети живы, она может отменить всё, что она сделала, включая смерть своего отца.
Во время поиска команды в Латверии Кэсси воссоединяется с Железным Парнем, и когда он возвращает команду к периоду Распада Мстителей, она может привести своего отца вперед к настоящему времени, избегая его первоначальной смерти от нападения Джека Сердца, после того, как она проявляет свои силы перед ним, Скотт говорит ей, что он гордится ею.
После того, как Алая Ведьма найдена, Доктор Дум крадёт силу своей реальности и сражается с объединёнными силами Мстителей и Людей Икс. Поскольку Дум, по-видимому, убивает своего отца (который действительно сумел спрыгнуть и сбежать с небольшими ранами), обезумевшая Кэсси обвиняет сверхмощного диктатора, набрав время для Алой Ведьмы и Виккана, чтобы подготовить совместное заклинание, чтобы удалить его новые силы; однако, Дум решает, взрывая Кэсси взрывным заклинанием, убивая её. Хотя Железный Парень предлагает взять её в будущее, чтобы спасти её, его предложение отвергается другими Юными Мстителями, поскольку это больше соответствует тому, что Кан сделает, чем то, что должен сделать Мститель. Созерцая воссоздание Вижена (которого Железный Парень уничтожил в ярости, когда он протестовал против его планов спасти Кэсси), Юные Мстители понимают, что им нужно будет сказать восстановленному Вижену о смерти Кэсси и таким образом, решить не продолжать с восстановлением, Кейт выражает своё желание верить, что Вижен и Кэсси как-то вместе в загробной жизни. Вместе со «смертью» Вижена и всем, что произошло, её смерть приводит к роспуску команды; статуя в Кэсси и честь Вижена позже построены в садах особняка.

### Воскрешение
Бентли 23 (клон Волшебника) из Фонда Будущего позже постулирует, что из-за неустойчивой природы частиц Пима тело Кэсси может, по-видимому, возродиться в ионную форму, подобной воскрешению Чудо-человека; он предлагает выкопать труп для проверки, заявив, что он уверен, что его одноклассники думают одно и то же.
Во время Оси «Доктор Дум» превращается в более героическую альтруистическую форму в результате битвы с Красным Черепом, которая включает в себя заклинание, которое перевернуло героев и личностей злодеев. Стремясь искупить свои прошлые преступления, но только способный наделить достаточную власть, чтобы изменить одно ключевое событие, Дум решает использовать эту силу, чтобы воскресить Кэсси. Затем её видят слёзно воссоединяющиеся с отцом и его новой подругой Дарлой Диринг.
В непрерывной серии Ant-Man она показана с нормальной жизнью как ученик средней школы. Обеспокоенная тем, что жизнь и действия Скотта могут привлечь к ней больше опасности, мать Кэсси решает переехать в Майами, несмотря на нежелание Кэсси. Скотт, тем не менее, решает переехать туда и остаться рядом с дочерью. Позднее она была похищена Перекрёстным огнём по имени Августин Кросс из Cross Technological Enterprises; Кросс считает, что сердце Кристи, облучённое частицей, может выдержать болезненное тело Даррена Кросса. Скотт не прибыл вовремя, чтобы предотвратить трансплантацию сердца Кэсси (что, однако это приводит к тому, что возрождённый Даррен Кросс не контролируется), и поэтому доктору Сондхейму пришлось пересадить ещё одно в тело Кэсси, а Скотт замедляет её иммунную систему, чтобы убедиться, что она не отклонена. В то время как Кэсси выжила, не зная себя, что с ней случилось, Скотт был настолько потрясён этим опытом, что решил оставить её, рассуждая о том, что он не может рисковать снова нанося ей вред и что она заслуживает нормальной и счастливой жизни, которую он не может обеспечить.
Теперь депортированная Кэсси борется со своими повседневными делами, чувствуя себя разочарованной своим нынешним статусом; чувствуя обиду на кажущееся исчезновение Скотта, она позже потрясена и возмущена, узнав, что он тайно следит за ней, наблюдая за ней. Однажды она воссоединилась с Кейт, которая узнала о её воскрешении; несмотря на отсутствие силы, она следует за своим другом в убежище Тайной империи, но его почти убивают, что ещё больше подпитывает её разочарование, несмотря на заверения Кейт, что она по-прежнему по-своему особенная. Тем не менее, Кэсси в конечном итоге решает обратиться к новому Торговцу Силы, чтобы восстановить свои силы; хотя он понимает, что у неё нет намерения фактически стать суперзлодеем, он рассказывает ей о том, что Даррен Кросс украл её сердце и что её отец спрятал её от него. Торговец Силы предлагает сделку, в которой он предоставит своё желание, если она проникнет в базу Кросса, чтобы закрыть его; Кэсси соглашается и принимает новое кодовое имя Жало. Когда Скотт узнаёт о её исчезновении, он мчится, чтобы помочь ей, но попадает на место; однако Кэсси удаётся заставить свою команду помочь ему сбежать. В конце концов из-за шоу Дарлы они оказались обнаружены полицией; чтобы защитить свою дочь, Скотт берёт на себя вину и утверждает, что он похитил и заставил её помочь ему. Кэсси захватывает Торговца Силы вскоре после ареста отца. Когда Кэсси наконец признаётся своей матери, что она сделала, Пегги отвезла её в суд, где Даррен Кросс в костюме Жёлтого жакета и его приспешники (Перекрёстный огонь и Яйцеголовый) ворвались в зал суда, чтобы отомстить Скотту. Кэсси мчится, чтобы помочь отцу и они вносят поправки во время боя, а это заканчивается тем, что Кэсси побеждает Кросса. Мать Кэсси называется последней свидетельницей обвинения, но на удивление она заявляет, что Скотт был невиновен, так как он всегда заботился о Кэсси и всегда был для неё героем, признавая, что он взял на себя вину за то, что она сделала; это позволило Скотту оправдаться. Впоследствии Кэсси наконец получает благословение своей матери в качестве супергероя и присоединяется к своему отцу как новый антипреступный боевой дуэт.

## Силы и способности
У Кэсси Лэнг есть способность увеличиваться и уменьшаться в размерах. Она может стать примерно до 12 метров высотой и может сокращаться до размера муравья. Её способности, казалось, подпитывались её эмоциями. Она растёт, когда она злится и сжимается, когда чувствует себя виноватой. Кажется, что Кэсси стала более сильной, так как она впервые продемонстрировала свои способности, поскольку она в последних выпусках превзошла свой предыдущий лимит роста. Сначала она изо всех сил пыталась сжиматься до 6 дюймов и вырасти до 3-5 метров. Она, как видно, растёт больше, чем Скрулл Жёлтый жакет, который может вырасти до высоты не менее 30 метров. Было установлено, что она и Хэнк Пим разделяют верхний предел высоты примерно в 76 метров и что, если она слишком долго держит свои большие размеры, Кэсси будет страдать от напряжений, которые в конечном итоге заставят её уйти обратно вниз.
Как Жало, у неё есть шлем, подобный шлему Человеку-муравью, который позволяет ей общаться и контролировать «более пять тысяч видов муравьёв и насекомых»; она также занимается спортом с био-синтетическими крыльями, которые позволяют ей летать, и это может испускать биоэлектрические разряды с запястий.

## Альтернативные версии

### MC2
В MC2 Кассандра Лэнг теперь является врачом и работает под названием Жало в группе А-Некст. Несмотря на то, что она является старейшим членом А-Некст, в её середине 20-х годов и единственной в оригинальной команде с профессиональной жизнью и научным опытом, она по-прежнему прикована к её отцу, который постоянно беспокоится о её новообретённой супергеройской жизнью. Она обладает многими способностями, первоначально разработанными Генри Пимом, включая изменение размера, полёт, общение с насекомыми и стрельбу из биоэлектрических «жалообразных» пушек (а также искусственные «жала»), основанные на её костюме и шлеме. Она, похоже, не способна увеличить свои размер и силу, в отличие от её основной версии.

### Avengers Fairy Tales
В 3 выпуске Avengers Fairy Tales Кэсси Ланг изображается Алисой из Алисы в Стране Чудес. Она встречает волшебные версии «Мстителей». Сначала её эмоции заставляют её расти и сжиматься из-под её контроля. Она также встречается с версиями «Человека-муравья» (Скотт Лэнг) и Тигры.

### What If?
В What If Iron Man Lost the Armor Wars? (рус. Что если Железный человек потеряет боевую броню?) Кэсси взял в заложники Джастин Хаммер, чтобы заставить Скотта Лэнга сотрудничать с его благодетелем Тони Старком. Когда Хаммер позже убит, и его знания о доспехах Железного человека достались А.И.М., Скотт и Кэсси тоже взяты в заложники, но в конечном итоге освобождены Старком, одетым в броню «Огненная Сила».
В What If Civil War Ended Differently? (рус. Что если бы Гражданская война закончилась по-другому?) в части под названием What If Captain America Led ALL the Superheroes against the Registration Act? (рус. Что, если Капитан Америка возглавил ВСЕХ супергероев против Закона о регистрации?), Кэсси была в числе первых супергероев, погибших в противостоянии с государственными Стражами во время первой битвы.

### Children’s Crusade
Кэсси Лэнг, под кодовым именем Высота, отправилась со своей командой в поисках Алой Ведьмы. В альтернативной будущей временной шкале, наблюдаемого во время Детского крестового похода, Кэсси была показана как член будущих Мстителей под кодовым именем Жало. Позже выяснилось, что это был Виккан, теперь переименованный в Высшего Волшебника, представляющий собой Жало, чтобы заставить Железного Парня вернуться во времени.

### Ultimate Marvel
Ultimate Marvel версия Кэсси Лэнг появляется в Ultimate Comics: Ultimates сначала как Гигантская девушка, а позже как Высота. Член команды «Разервы Алтимейтов» «Гигантская девушка» получила промывку мозгов сыном Тора Моди, чтобы сразиться с Человеком-пауком, но потерпела поражение. Гигантская девушка позже восстанавливается и спасает от выстрела Геликарриер Щ.И.Т.а во время перестрелки с Гидрой. Моника Чанг впоследствии предлагает Гигантской девушке место в Абсолютных из-за храбрости, которую она проявила во время битвы с Гидрой. Тем не менее, Высота позже появилась в качестве члена Ревущих Коммандос Ника Фьюри в качестве помощи против Тёмных Ультиматов Рида Ричарда.

## Вне комиксов

### Телевидение
- Кэсси Лэнг появляется в мультсериале «Мстители. Величайшие герои Земли», озвученная Коллин О’Шонесси. В эпизоде «Украсть Человека-муравья» она была захвачена Перекрёстным огнём, так что бы Скотт Лэнг мог выплатить деньги, которые причитаются. С помощью Хэнка Пима и Героев по найму Человек-муравей спас Кэсси от приспешников Перекрёстного огня.

### Фильмы
- Эбби Райдер Фортсон сыграла Кэсси Лэнг в фильме «Человек-муравей» в 2015 году[53][54]. В фильме Скотт Лэнг прибегает к краже со взломом, чтобы заплатить за поддержку ребёнка, чтобы снова увидеть Кэсси. Она угрожает Жёлтому жакету в кульминации фильма после того, как команда Скотта была ответственна за разрушение бизнеса Даррена Кросса, но она спасла Скотта от Жёлтого жакета. Ей показывают, что ей нравятся уродливые и ужасающие объекты, такие как чучело-кролик, которого дал ей Скотт, и держит гигантского муравья как домашнее животное в своей комнате, случайно увеличенного Скоттом, сражавшегося с Жёлтым жакетом.
- Эбби Райдер Фортсон повторила роль Кэсси в фильме  «Человек-муравей и Оса».
- Эмма Фурманн исполнила роль повзрослевшей Кэсси в фильме «Мстители: Финал». По сюжету спустя 5 лет после щелчка Таноса Она встречает своего отца, выбравшегося из квантового мира.
- Кэтрин Ньютон сыграла Кэсси Лэнг в фильме «Человек-муравей и Оса: Квантомания». По сюжету, Кэсси сказала за ужином, что уже давно работает над устройством, которое изучает квантовое измерение, и, что данное устройство и его разработка закончена.

### Видеоигры
- Кассандра Лэнг выступает в качестве играбельного персонажа в «Lego Marvel’s Avengers» как Высота и версия Кэсси Лэнг как Человек-муравей.
- Жало выступает в качестве премиального игрового персонажа в «Marvel Avengers Academy» как часть события Юные Мстители.[55].